# Каувонсаари
Каувонсаари — небольшой остров в Ладожском озере. Относится к группе западных островов Ладожского шхера. Территориально относится к Лахденпохскому району Карелии, Россия.
Длина 1,1 км, ширина 0,6 км.
Остров расположен у восточного побережья острова Кярпясенсари. Вытянут с запада на восток. Полностью покрыт лесами.